# به وین خوش آمدید
به وِین خوش آمدید (به انگلیسی: Welcome to the Wayne) یک مجموعه انیمیشنی تلویزیونی آمریکایی است که توسط بیلی لوپز ساخته ودر تاریخ ۱۴ نوامبر ۲۰۱۴ در شبکه نیکلودئن پخش گردید؛ و هم‌اکنون دوبلهٔ فارسی این مجموعه تلویزیونی در دسترس می‌باشد